# قشتالة وليون
قشتالة وليون (بالإسبانية: Castilla y León) منطقة تقع في شمال غرب إسبانيا، من سبعة عشر مناطق حكم ذاتي في إسبانيا.
عاصمتها هي مدينة بلد الوليد، المنطقة مقسمة إلى تسع مقاطعات : مقاطعة آبلة، مقاطعة برغش، مقاطعة ليون، مقاطعة بالنثيا، مقاطعة شلمنقة، مقاطعة شقوبية، مقاطعة سوريا، مقاطعة بلد الوليد ومقاطعة سمورة.

## الجغرافيا
تقع قشتالة وليون في شمال غرب إسبانيا تحدها من الشمال منطقة قنطبرية، منطقة أشتورية ومنطقة إقليم الباسك، ومن الجنوب منطقة قشتالة والمنشف، منطقة مدريد ومنطقة إكستريمادورا، ومن الشرق منطقة ريوخة ومنطقة أرغـون، ومن الغرب منطقة جليقية والبرتغال.

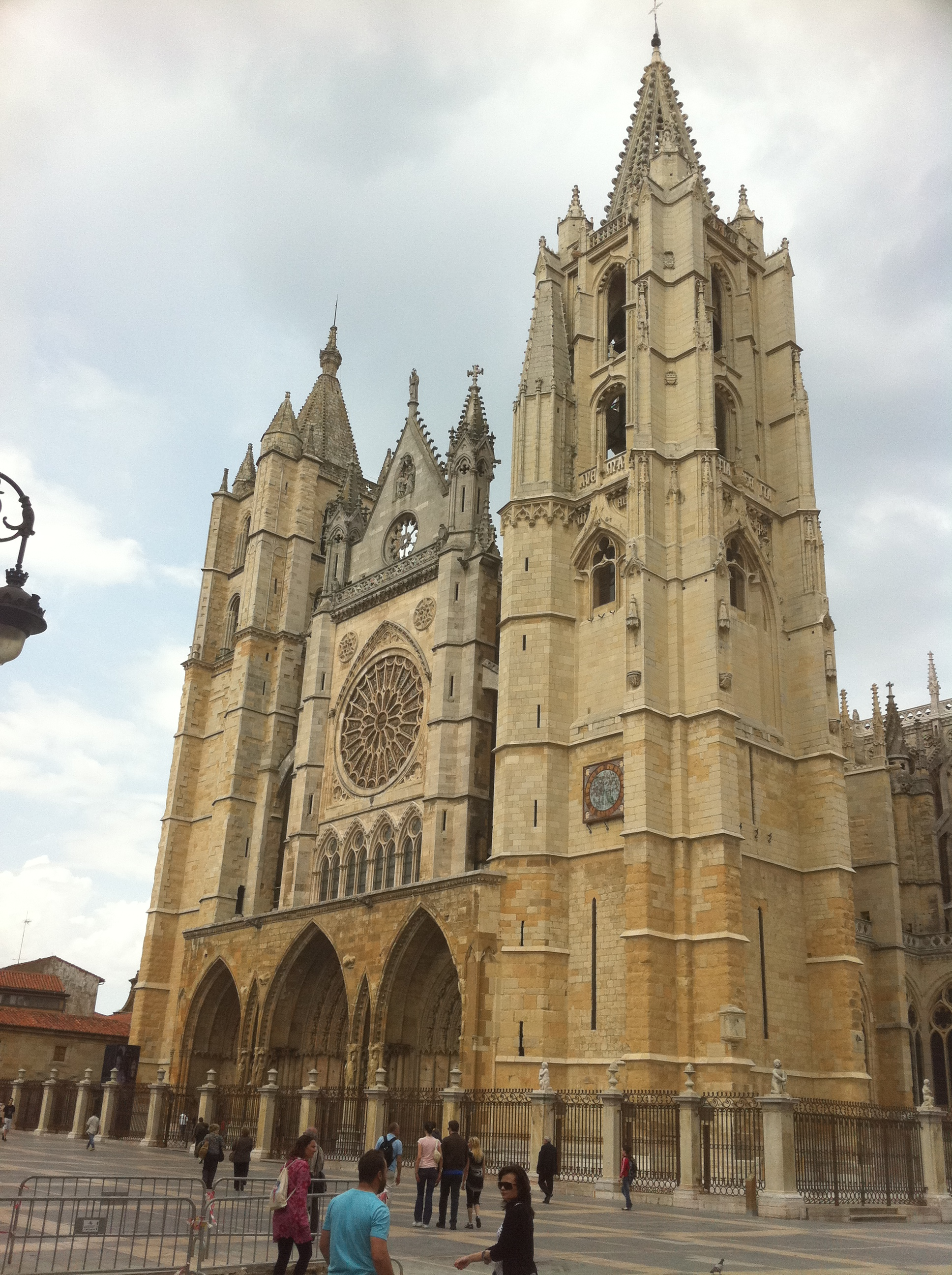
كتدرائية ليون

تبلغ مساحة قشتالة وليون 94.223 كم² (أكبر منطقة من حيث المساحة في إسبانيا).

### الأنهار
أهم أنهار قشتالة وليون:
- نهر أداخـا (Río Adaja)
- نهر سـيا (Río Sella)
- نهر إِبْـرُه (Río Ebro)
- نهر نيرفـيون (Río Nervión)
- نهر دويرة (Río Duero)
- نهر إريسما (Río Eresma)
- نهر بيسـويغـرا (Río Pisuerga)
- نهر إلسـا (Río Esla)
- نهر تورمـيس (Río Tormes)

## التقسيمات الإدارية
تنقسم منطقة قشتالة وليون إلى 9 مقاطعات رئيسية، والتي تنقسم بدورها إلى 2.248 بلدية. والمقاطعات التسعة هي:
| المقاطعة   | الاسم بالإسبانية | عدد السكان | عدد البلديات |
| ---------- | ---------------- | ---------- | ------------ |
| آبلة       | Ávila            | 172.704    | 248          |
| برغش       | Burgos           | 375.657    | 371          |
| ليون       | León             | 497.799    | 211          |
| بالنثيا    | Palencia         | 172.510    | 191          |
| شلمنقة     | Salamanca        | 353.619    | 362          |
| شقوبية     | Segovia          | 164.169    | 209          |
| سوريا      | Soria            | 95.223     | 183          |
| بلد الوليد | Valladolid       | 533.640    | 225          |
| سمورة      | Zamora           | 194.214    | 248          |

## أعلام
- تيريزا الأفيلاوية
- رودريغو كونت قشتالة